# Salahuddin
Salahuddin Abdul Aziz (ur. 8 marca 1928 w  Istana Bandar Temasya w stanie Selangor, zm. 21 listopada 2001 w Kuala Lumpur) – sułtan Selangoru w okresie 1960–2001 i król Malezji (Yang di-Pertuan Agong) w latach 1999–2001. Czterokrotnie żonaty, ojciec 12 dzieci. Znany wielbiciel golfa.

## Upamiętnienie
- Zbudowane w  latach 1997–1999 w Putrajaya Rondo Perskiego Sułtana Szacha Salahuddina Abdul Aziza[1].